# Science Talk
Science Talk war eine Talk-Show des ORF.
Als Beitrag zur gesellschaftlichen Diskussion über die Zukunft Österreichs interviewt Barbara Stöckl herausragende Wissenschaftler Österreichs.
An niederösterreichischen Wissenschaftsstandorten wie u. a. der Donau-Universität Krems, dem Universitäts- und Forschungszentrum Tulln sowie dem Institute of Science and Technology Austria in Klosterneuburg wird über die derzeitigen Projekte der Wissenschaftler sowie deren Motivation für die Forschung gesprochen.
Die Sendung wurde zwischen 2012 und 2018 14-täglich am Mittwoch um 21:45 Uhr in ORF III ausgestrahlt. Außerdem wurde die Sendung auf ARD-alpha im Rahmen von Alpha Österreich wiederholt.

## Bisherige Sendungen

### 2012
- 16. Mai 2012, mit der Archäologin Sabine Ladstätter, Österreichs Wissenschaftlerin des Jahres 2011
- 30. Mai 2012, mit der Astrophysikerin Lisa Kaltenegger
- 13. Juni 2012, mit dem Genetiker Markus Hengstschläger
- 27. Juni 2012, mit dem Neurowissenschafter und Nobelpreisträger Eric Richard Kandel
- 11. Juli 2012, mit der Mikrobiologin Katja Sterflinger
- 25. Juli 2012, mit dem Biologen Carl-Philipp Heisenberg
- 8. August 2012, mit dem Verhaltensforscher Kurt Kotrschal
- 22. August 2012, mit der Philosophin Doris Pfabigan
- 5. September 2012, mit der Klimaforscherin Helga Kromp-Kolb
- 19. September 2012, mit dem Chemiker Niyazi Serdar Sarıçiftçi
- 3. Oktober 2012, mit dem Astrobiologen Johannes Leitner
- 17. Oktober 2012, mit der Mikrobiologin Birgit Sattler
- 31. Oktober 2012, mit dem Bevölkerungswissenschafter Rainer Münz
- 14. November 2012, mit dem Altphilologen Karlheinz Töchterle
- 28. November 2012, mit dem Philosophen und Theologen Clemens Sedmak
- 12. Dezember 2012, mit dem Geochemiker Christian Köberl
- 26. Dezember 2012

### 2013
- 9. Januar 2013, mit dem Krebsforscher Gerald Gartlehner
- 16. Januar 2013,
- 30. Januar 2013, mit dem Archäobotaniker Andreas Heiss
- 13. Februar 2013, Spezialsendung mit Peter Kampits, dem Leiter des Zentrums für Ethik in der Medizin an der Donau-Universität Krems, und dem Schauspieler Gregor Seberg
- 20. Februar 2013, mit Oliver Rathkolb und Hugo Portisch
- 27. Februar 2013
- 13. März 2013, mit der Physikerin Claudia-Elisabeth Wulz
- 27. März 2013, mit dem Pastoraltheologen Paul Michael Zulehner
- 10. April 2013, mit dem Klimaforscher Georg Grabherr
- 24. April 2013, mit dem Prothetik-Experten Hubert Egger
- 8. Mai 2013, mit der Neurowissenschafterin Manuela Macedonia
- 22. Mai 2013, mit der Netzhautforscherin Ursula Schmidt-Erfurth
- 5. Juni 2013, mit dem Genetiker Josef Penninger
- 19. Juni 2013, mit dem Musiktherapeuten Gerhard Tucek
- 14. August 2013, mit dem Philosophen Christian Kanzian
- 28. August 2013, mit der Radiologin Ramona Mayer
- 11. September 2013, mit dem Wirtschaftspsychologen Erich Kirchler
- 25. September 2013, mit dem Pharmakologen Markus Müller
- 9. Oktober 2013, mit der Physikerin Ulrike Diepold
- 23. Oktober 2013, Spezialsendung von der „Wissenschaftsgala 2013“
- 23. Oktober 2013, mit der Kunsthistorikerin Elisabeth Vavra
- 6. November 2013, mit der Molekularbiologin Angelika Amon
- 20. November 2013, mit Rudolf Taschner
- 18. Dezember 2013, mit Claus Lamm

### 2014
- 15. Januar 2014, mit Claudia-Elisabeth Wulz
- 29. Januar 2014, mit Werner Gruber
- 11. März 2014, mit dem Quantenphysiker Anton Zeilinger
- 5. November 2014, mit dem Neurowissenschafter und Nobelpreisträger Eric Richard Kandel
- 3. Dezember 2014, mit dem Schlafforscher Manuel Schabus
- 17. Dezember 2014, mit der Kinderphilosophin Daniela G. Camhy

### 2015
- 7. Januar 2015, mit dem Chemiker Erwin Reisner
- 20. Januar 2015, mit dem Molekularbiologen und Gerichtsmediziner Walther Parson
- 4. Februar 2015, mit dem Krebsspezialisten Martin Pecherstorfer[1]
- 25. Februar 2015, mit dem Optogenetiker Gero Miesenböck[2]
- 4. März 2015, mit der Physikerin Silke Bühler-Paschen[3]
- 18. März 2015, mit der Mineralogin Vera Hammer[4]
- 1. April 2015, mit der Theologin Regina Polak[5]
- 15. April 2015, mit dem Umweltmediziner Hans-Peter Hutter[6]
- 29. April 2015, mit dem Weltraumexperten Wolfgang Baumjohann[7]
- 13. Mai 2015, mit der Astrophysikerin Pascale Ehrenfreund[8]
- 27. Mai 2015, Science Talk Spezial aus dem Arkadenhof der Universität Wien[9]
- 10. Juni 2015, Science Talk Spezial anlässlich der 20. Verleihung des Wittgenstein-Preises, mit der Wittgenstein-Preisträgerin Claudia Rapp[10]
- 29. Juli 2015, mit dem Kybernetiker Robert Trappl[11]
- 2. September 2015, mit dem Chemiker Nuno Maulide[12]
- 16. September 2015, mit dem Begabungsforscher Roland Grabner[13]
- 30. September 2015, mit der Bionikerin Ille Gebeshuber[14]
- 14. Oktober 2015, Science Talk Spezial: Wissenschaftsgala des Landes Niederösterreich 2015, mit dem Preisträger des Wissenschaftspreises des Landes Niederösterreich, dem Chemiker Rudolf Krska[15][16]
- 28. Oktober 2015, mit dem Archäologen Wolfgang Neubauer[17]
- 11. November 2015, mit der Traumforscherin Brigitte Holzinger[18]
- 25. November 2015: mit dem Komplexitätsforscher Stefan Thurner[19]
- 9. Dezember 2015: mit der Kinder-Philosophin Daniela Camhy[20]
- 22. Dezember 2015: mit dem Kinderkrebsforscher Wolfgang Holter[21]

### 2016
- 13. Jänner 2016: mit dem Hörimplantate-Spezialisten und HNO-Arzt Wolf-Dieter Baumgartner[22]
- 3. Februar 2016: mit der Anthropologin Elisabeth Oberzaucher[23]
- 17. Februar 2016: mit dem Biochemiker Norbert Bischofberger (Biochemiker)[24]
- 2. März 2016: mit dem Antimaterie-Physiker Michael Doser[25]
- 16. März 2016: mit dem Radiochemiker Georg Steinhauser[26]
- 30. März 2016: mit dem Bevölkerungsforscher Wolfgang Lutz[27]
- 13. April 2016: mit dem Sportwissenschafter Harald Tschan[28]
- 29. April 2016: mit der Weisheitsforscherin Judith Glück[29]
- 11. Mai 2016: mit der Molekularbiologin Fatima Ferreira[30]
- 1. Juni 2016: mit dem Kinder- und Jugendpsychologe Manuel Sprung[31]
- 15. Juni 2016: Science Talk Spezial anlässlich der Verleihung des Wittgenstein-Preises, mit dem Wittgenstein-Preisträger Peter Jonas[32]
- 6. Juli 2016: mit dem Ökologen Bernhard Seidel
- 7. September 2016: mit dem Agrar-Experten Andreas Gronauer[33]
- 21. September 2016: Themenabend „Bildung und Lernen“ mit dem Mathematiker Michael Eichmair und der Sprachlernforscherin Susanne Reiterer[34]
- 12. Oktober 2016: mit dem Meeresbiologen Gerhard Herndl[35]
- 19. Oktober 2016 (100. Ausgabe), Science Talk Spezial: Wissenschaftsgala des Landes Niederösterreich 2016, mit dem Preisträger des Wissenschaftspreises des Landes Niederösterreich, dem Leiter des Dokumentationsarchivs des österreichischen Widerstandes, Gerhard Baumgartner[36]
- 2. November 2016: mit dem Politologen Peter Filzmaier
- 16. November 2016: mit der Palliativmedizinerin Gudrun Kreye
- 7. Dezember 2016: mit dem Energieforscher Michael Stadler
- 14. Dezember 2016: mit dem Molekularbiologen Martin Moder

### 2017
- 18. Jänner 2017: mit dem Biomechaniker Dieter Pahr
- 15. Februar 2017: mit der Sexualmedizinerin Michaela Bayerle-Eder
- 8. März 2017: mit der Gendermedizinerin Alexandra Kautzky-Willer
- 15. März 2017: mit dem Mikrobiologen Michael Wagner
- 29. März 2017: science.talk Spezial: Symposion Dürnstein
- 12. April 2017: mit dem Mediziner und Theologen Johannes Huber
- 26. April 2017: mit Ernährungsmediziner Cem Ekmekcioglu
- 10. Mai 2017: mit der Krebsforscherin Anna Obenauf
- 7. Juni 2017: mit dem Vermögensforscher Thomas Druyen
- 28. Juni 2017: Science Talk Spezial anlässlich der Verleihung des Wittgenstein-Preises, mit dem Wittgenstein-Preisträger Hanns-Christoph Nägerl und der Evolutionsökologin Sylvia Cremer
- 28. September 2017: Science Talk Spezial vom Forschungsfest Niederösterreich 2017 im Palais Niederösterreich

### 2018
- 21. November 2018: mit der Molekularbiologin Angelika Amon